# Burg Hohenhardt
Burg Hohenhardt, heute Hohenhardter Hof genannt, ist eine Turmhügelburg (Motte) bei Wiesloch im Rhein-Neckar-Kreis in Baden-Württemberg. Die zwischen den Stadtteilen Baiertal und Schatthausen gelegene Burg war ursprünglich Stammsitz der Edelfreien von Hohenhart, später einer gleichnamigen Ministerialenfamilie, und durchlief zahlreiche weitere Besitzer wie die Herren Sturmfeder von Oppenweiler oder die Freiherren von Benserod. Das Burg war seit der Neuzeit zumeist an Bestandspächter vergeben, die das Anwesen landwirtschaftlich nutzten. Die letzten adligen Besitzer waren ab 1828 die Freiherren von Gemmingen, die dort bei der Bodenreform nach dem Zweiten Weltkrieg enteignet wurden. Zu den Pächtern im frühen 20. Jahrhundert zählte die Heil- und Pflegeanstalt Wiesloch, die dort Lebens- und Futtermittel anbaute. Seit 1957 in Privatbesitz, wurden die Gebäude, vor allem das Herrenhaus, denkmalgerecht saniert. Seit 1985 beherbergt die Anlage den Golfclub Wiesloch, der das gesamte zum Hofgut gehörende Gelände für den Spielbetrieb nutzt.

## Geschichte
Die Entstehung der Burg liegt im Dunkel der Geschichte und kann nur aus wenigen Urkunden und baulichen Befunden erschlossen werden. Die ältere Forschung hat verschiedentlich zwei Urkunden von 782 und 795, in denen ein Ort namens Hodomaron bzw. Hohenmartin erwähnt wird, mit der Burg in Verbindung gebracht. Diesen Ort lokalisiert man inzwischen jedoch eher an einem Altwasser bei Walldorf, Ludwig H. Hildebrandt schlägt Sandhausen vor.
Gemäß der baulichen Befunde bestand eventuell schon im späten 11. Jahrhundert eine Motte mit Holzbauten, denen im frühen 12. Jahrhundert ein steinerner Wohnturm folgte. Der heutige Bau wird aufgrund seiner frühgotischen Fenster, der Scharten und der anzutreffenden Mauertechnik auf die Zeit um 1240 datiert, wobei die Fundamente und sekundär verbaute Teile wie ein romanischer Türsturz wohl noch aus der älteren Bauphase stammen.
Urkundlich treten die Edelfreien von Hohenhart erstmals im Jahr 1127 mit einem Konrad von Hohenhart in Erscheinung, der als Zeuge einer Lehensbezeugung an Bischof Buggo von Worms genannt wird. Die Beziehungen der von Hohenhart weisen nach Norden in den Odenwald und die Bergstraße, sie waren im letzten Drittel des 12. Jahrhunderts vermutlich Untervögte in Teilen von Elsenzgau und Lobdengau, werden ab dem 13. Jahrhundert zumeist nur noch als Kleriker erwähnt und starben wohl bald nach der letztmaligen Nennung eines Gerhard 1270 aus.
Die Burg Hohenhardt fiel wohl nach dem Aussterben der Edelfreien an die Pfalz und dann als Lehen an eine Ministerialenfamilie, die sich ebenfalls von Hohenhardt nannte. Hans von Hohenhardt war 1311 Viztum des Pfalzgrafen bei Rhein.
Aus der Urkundensituation heraus kommt für den Bau des ersten steinernen Wohnturms der von 1127 bis 1165 erwähnte Edelfreie Konrad von Hohenhart in Frage. Für den baubefundlich um 1240 datierten heutigen Bau erscheint in den Urkunden keine naheliegende Person, da die Edelfreien zu jener Zeit Kleriker oder unbedeutend waren. Nach Urkundenlage wäre der heutige Bau daher eher in die Zeit ab 1291 unter dem pfälzischen Ministerialen Hans (I.) von Hohenhart zu datieren.
Die Ministerialen von Hohenhart gerieten im 14. Jahrhundert in finanzielle Bedrängnis und haben dann zahlreiche Güter verkauft. 1369 verkaufte Albrecht (I.) von Hohenhart mit Zustimmung seiner Söhne Hans (IV.) und Wiprecht schließlich auch die Burg Hohenhardt oder Teile davon an die Kurpfalz. 1379 verschrieb Friedrich von Sickingen seiner Frau Anna von Gemmingen die Hälfte der Burg, die er als Pfand von Hennel von Angelach hatte. 1398 erhielt mit Wiprecht von Hohenhart nochmals ein Vertreter des Ministerialengeschlechts die Burg mit Zubehör als Mannlehen, er verkaufte jedoch um 1413 bereits wieder die Hälfte. Seine Witwe Anna Zengerin erhielt 1426 aus der Hälfte der Burg eine Leibrente.
Aus dem Jahr 1439 datiert die erste Erwähnung der Herren Sturmfeder von Oppenweiler im nördlichen Kraichgau in einem Schreiben der Stadt Heilbronn an Hans (II.) Sturmfeder d. Ä. zu Honhardt. Aus dem Kontext des Schreibens und aus Beziehungen der Sturmfeder zu den Herren von Bebenburg auf Burg Honhardt in Hohenlohe könnte auch die hohenlohische Burg gemeint sein, jedoch war die kraichgauische Burg Hohenhardt 1496 sicher im Besitz der Sturmfeder, sodass diese auch schon 1439 dort gesessen sein könnten.
Verschiedentlich wird behauptet, dass die Burg im Bauernkrieg 1525 zerstört worden sei, doch gibt es dazu keine urkundlichen Belege. Sicher ist nur, dass die Anlage ab der Zeit des Bauernkriegs von den jeweiligen Besitzern als landwirtschaftliches Gut jeweils an einen oder mehrere Bestandspächter verpachtet war und nicht mehr als Herrensitz diente.
1580 werden noch Sturmfedersche Erben als Besitzer erwähnt, 1593 erwarb Philipp Gans von Otzberg die Anlage als pfälzisches Kammergut für 2000 Gulden. Über die Herren von Bettendorff, den pfälzischen Jägermeister Georg von Fechenbach und die Junker von Brüggen kam der Hof 1694 durch Heirat an die Freiherren von Benserod. Oberhofmeister Benserod zu Bruchsal und später dessen Witwe prozessierten von 1780 bis 1803 ergebnislos um die Gerichtsbarkeit über den Hohenhardter Hof, eine Entscheidung wurde schließlich aufgrund des Reichsdeputationshauptschlusses und des Übergangs des Besitzes an Baden hinfällig.
Von 1817 bis 1819 war der Hof im Besitz von zwei Freiherren von Koffler, 1819 erwarb der Wieslocher Bäckermeister Georg Philipp Schweinfurt den Hof, ihm folgte 1822 der königlich bayerische Hauptmann August Freiherr von Frays, und diesem 1828 der Kammerherr und Malteserritter Ludwig von Gemmingen-Michelfeld. Zu jener Zeit gehörten außer den Baulichkeiten noch 180 Morgen Ackerland, 12 Morgen Wiesen und fünf Morgen Gärten zum Hof. 1869 kam der Hof an den Inhaber des Michelfelder Stammguts der Linie Gemmingen-Michelfeld, August von Gemmingen-Michelfeld.
Ab 1919 war der Hof an die Heil- und Pflegeanstalt Wiesloch verpachtet, wobei man den langjährigen vormaligen Pächter Jakob Rupp bis zu seinem Tod 1927 als Aufseher weiterbeschäftigte. Die Heilanstalt baute dort auf einer Pachtfläche von 60 Hektar Lebens- und Futtermittel an. 1931 konnte sich die Heilanstalt nicht mehr mit Freifrau Walpurga von Gemmingen-Michelfeld über eine Verlängerung der Pacht einigen, sodass danach wieder Einzelpächter zum Zuge kamen.
Im Zuge der Bodenreform nach dem Zweiten Weltkrieg wurde der 81,5 Hektar große Hof mit Beschlüssen von 1948 und 1952 enteignet. Die Badische Landsiedlung verkaufte das Hofgut mit etwa 52 Hektar Flächen 1957 an den vormaligen Pächter Karl Walter, weitere Teilflächen gingen an Bauern der Umgebung. Karl Walter ließ von 1957 bis 1963 zahlreiche alte Gebäude abreißen oder modernisieren und zahlreiche neue Gebäude, darunter auch ein Wohnhaus, errichten.
1977 erwarb Ulrich Mack das Hofgut. Zu jener Zeit wurde der Hof durch das Landesdenkmalamt als Kulturdenkmal anerkannt, wobei neben dem Herrenhaus auch der Burghügel und die Scheunen als Teil des Kulturdenkmals betrachtet wurden. Mit den damals noch möglichen Fördermitteln und Zuschüssen durch das Denkmalamt, das Ernährungsministerium aus dem Dorfentwicklungsplan, den Kreis und die Stadt Wiesloch, war es dem Besitzer möglich, die Anlage 1981/82 denkmalgerecht zu restaurieren. 1983 endete der Landwirtschaftsbetrieb auf dem Hof. Stattdessen entstand dort 1984/85 eine Golfanlage, die den Großteil der zum Hof gehörenden Flächen einnimmt. Das alte Herrenhaus wurde zum Gästehaus umgebaut. 1985 waren lediglich noch 4 von 50 Hektar der zugehörigen Flächen in landwirtschaftlicher Nutzung.

## Anlage

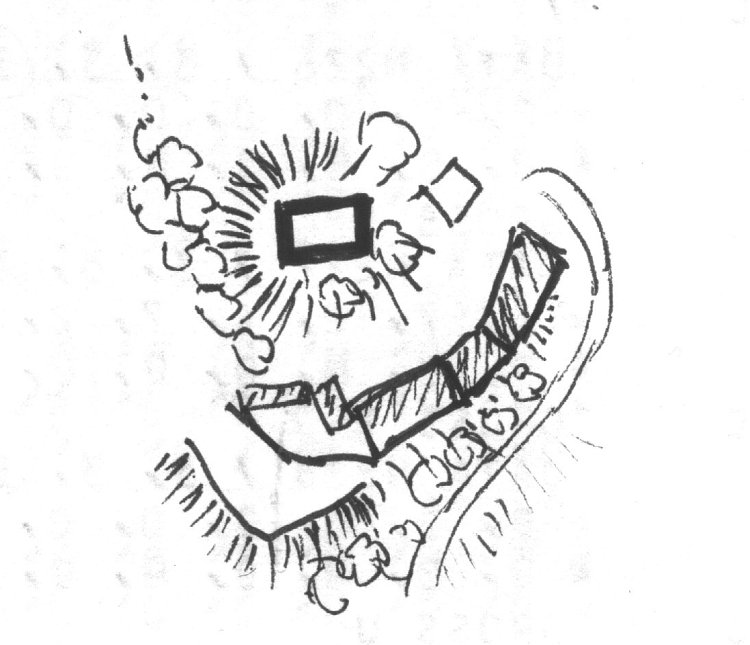
Lageskizze

Obwohl die Burg auf einer Anhöhe über dem Tal lag, wurde die Kernburg auf einem künstlich aufgeschütteten Hügel errichtet und war damit eine Motte. Das heute noch bestehende wohnturmartige Gebäude auf dem Hügel geht im Kern auf das hohe Mittelalter zurück. Um den Hügel reihen sich mehrere Wirtschaftsgebäude des späteren Meierhofes, die sicherlich die Fundamente der ehemaligen Vorburg benutzen.
Über dem Eingang zum Herrenhaus befindet sich ein Wappenstein von 1694 mit dem Allianzwappen von Benserod/von Brüggen und den Initialen der damaligen Besitzer Wilhelm Heinrich von Benserod zu Hohenhardt (WH V B ZH) und Maria Margareta von Brüggen von Benserod (MM V BG V B).